# Mundstuhl

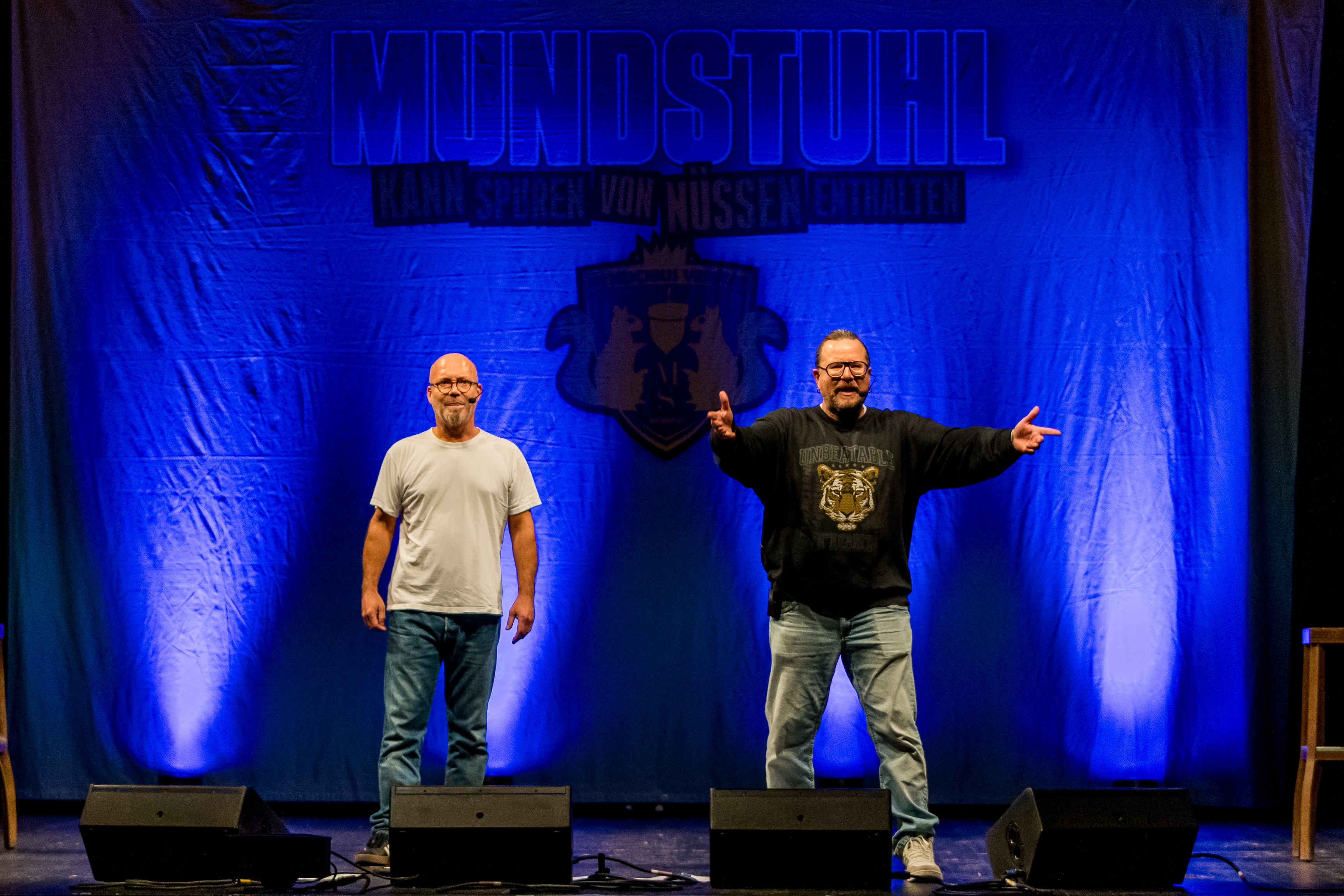
Mundstuhl im Capitol (Mannheim) 2024

Mundstuhl ist ein Comedy-Duo aus Frankfurt am Main, bestehend aus den Komikern Lars Niedereichholz (* 1968) und Ande Werner (* 1969). Die beiden wurden vor allem durch die Kiezdeutsch sprechenden Figuren Dragan und Alder bekannt.

## Werdegang

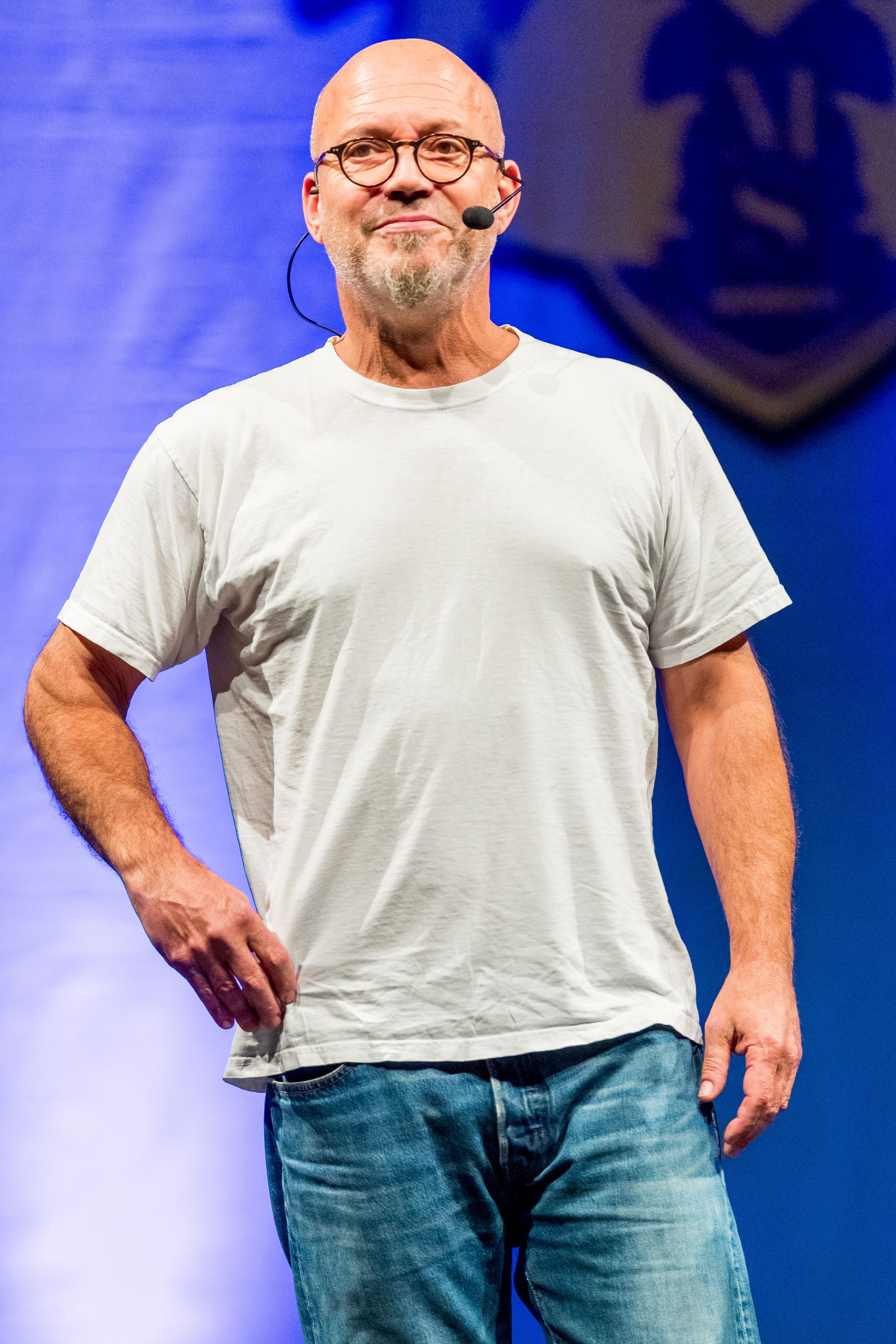
Ande Werner (2024)

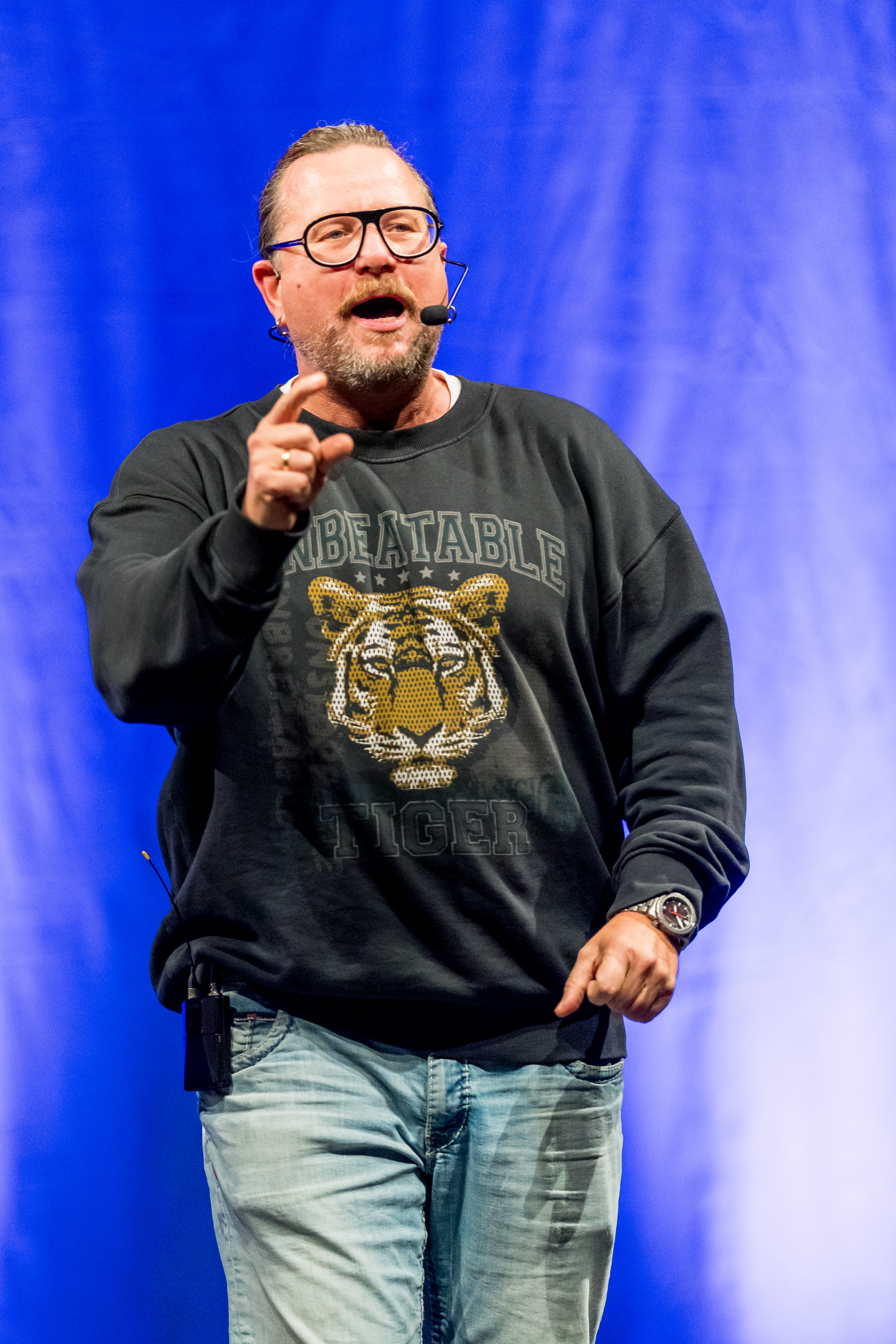
Lars Niedereichholz (2024)

Von September 1997 bis Mitte 1998 moderierte das Duo eine wöchentliche Sendung im Nachmittagsprogramm des Radiosenders Radio X in Frankfurt.
Zur Fußball-Weltmeisterschaft 2006 veröffentlichte Mundstuhl die Single Germans – eine Cover-Version mit Text auf Denglisch von Bob Marleys Reggae-Nummer Jammin’.
Mundstuhl tritt des Öfteren in Chartshows im Fernsehen auf und hatte auch schon Gastauftritte bei Bernd das Brot. Ferner nahmen beide häufig an den verschiedenen TV-total-Sportevents von Stefan Raab sowie seiner Spielshow Schlag den Star teil. Ebenso waren sie ab und zu in der ProSieben-Improvisationsshow Gott sei dank … dass Sie da sind! zu sehen. In der ProSieben-Show Stars auf Eis bildete Ande Werner bis zum Ausscheiden am 15. November 2006 ein Paar mit der vierfachen deutschen Eiskunstlaufmeisterin Annette Dytrt.
2002 nahm Mundstuhl am deutschen Vorentscheid zum Eurovision Song Contest teil. Der Titel Fleisch belegte den elften Platz unter 15 Teilnehmern.
2007 hatte Mundstuhl eine wöchentliche, 30-minütige Sendung gleichen Namens auf Comedy Central Deutschland.
Die Namensfindung zu Mundstuhl erfolgte nach Aussagen des Duos nach einer durchzechten Nacht, als Lars Niedereichholz befand: „Da sitzt du am anderen Morgen da und hast diesen Geschmack im Mund, schlimm. Das riecht schon so elend …“ und Ande Werner fortführte:
„… und so kam es zur Überlegung ‚Mein Gott, jetzt hab’ ich Stuhl im Mund.‘“ Das Lied Morgenstund’ hat Stuhl im Mund auf dem ersten Album Nur vom Allerfeinsten behandelt dieses Thema.

## Diskografie

### Studioalben
| Jahr | Titel                 | Höchstplatzierung, Gesamtwochen, AuszeichnungChartplatzierungen (Jahr, Titel, Platzierungen, Wochen, Auszeichnungen, Anmerkungen) | Höchstplatzierung, Gesamtwochen, AuszeichnungChartplatzierungen (Jahr, Titel, Platzierungen, Wochen, Auszeichnungen, Anmerkungen) | Höchstplatzierung, Gesamtwochen, AuszeichnungChartplatzierungen (Jahr, Titel, Platzierungen, Wochen, Auszeichnungen, Anmerkungen) | Anmerkungen                        |
| Jahr | Titel                 | DE | AT | CH | Anmerkungen                        |
| ---- | --------------------- | --- | --- | --- | ---------------------------------- |
| 1998 | Nur vom Allerfeinsten | DE23 (38 Wo.)DE | — | CH38 (2 Wo.)CH | Erstveröffentlichung: August 1998  |
| 2000 | Deluxe                | DE5 (11 Wo.)DE | — | CH16 (12 Wo.)CH | Erstveröffentlichung: Februar 2000 |
| 2001 | Heul doch!            | DE23 (5 Wo.)DE | — | CH53 (5 Wo.)CH | Erstveröffentlichung: Oktober 2001 |
| 2003 | Könige der Nacht      | DE48 (2 Wo.)DE | — | — | Erstveröffentlichung: Februar 2003 |
| 2004 | Alles inklusive       | DE55 (1 Wo.)DE | — | — | Erstveröffentlichung: Oktober 2004 |

Weitere Veröffentlichungen
- 2007: Höchststrafe! 10 Jahre Mundstuhl
- 2009: Höchststrafe! Live 2009
- 2010: Sonderschüler[7]
- 2015: Ausnahmezustand! Live!

### Singles
| Jahr | Titel Album                            | Höchstplatzierung, Gesamtwochen, AuszeichnungChartplatzierungen (Jahr, Titel, Album, Platzierungen, Wochen, Auszeichnungen, Anmerkungen) | Höchstplatzierung, Gesamtwochen, AuszeichnungChartplatzierungen (Jahr, Titel, Album, Platzierungen, Wochen, Auszeichnungen, Anmerkungen) | Höchstplatzierung, Gesamtwochen, AuszeichnungChartplatzierungen (Jahr, Titel, Album, Platzierungen, Wochen, Auszeichnungen, Anmerkungen) | Anmerkungen                         |
| Jahr | Titel Album                            | DE | AT | CH | Anmerkungen                         |
| ---- | -------------------------------------- | --- | --- | --- | ----------------------------------- |
| 1999 | Dragan & Alder Weihnachtsmedley Deluxe | DE5 (12 Wo.)DE | — | CH11 (7 Wo.)CH | Erstveröffentlichung: November 1999 |
| 2003 | Adler Auf Der Brust Könige der Nacht   | DE92 (1 Wo.)DE | — | — | Erstveröffentlichung: März 2003     |
| 2006 | Germans –                              | DE29 (7 Wo.)DE | — | — | Erstveröffentlichung: Juni 2006     |

Weitere Singles
- 1998: Alte Geigen spielen am besten
- 2000: Wurstwasser
- 2002: Fleisch
- 2004: Dragan & Alder Kinderliedermedley
- 2004: Wenn’s Arscherl brummt
- 2009: Ey Alder
- 2022: Fleisch (mit Knossi)

## Filmografie
Filme
- 2003: Crazy Race
- 2004: Crazy Race 2 – Warum die Mauer wirklich fiel
- 2006: Die ProSieben Märchenstunde: Zwerg Nase – 4 Fäuste für ein Zauberkraut
- 2006: Crazy Race 3 – Sie knacken jedes Schloss
- 2008: African Race – Auf der Jagd nach dem Marakunda (Fernsehfilm)

Fernsehsendungen
- 2008: Mundstuhl

Gastauftritte
- 2005: Bewegte Männer – Folge: Das Wunder von Köln (Dieter und Herbert)
- 2006: Berndivent – Folge: Meine Ferien in Playa d'en Balla (zwei Animateure)
- 2008: Angie – Folge: Schiff Ahoi! (Zeugen Jehovas)
- 2012: Lafer! Lichter! Lecker!
- 2016: Jetzt wird’s schräg
- 2017  Die PS Profis 10 Zylinder

Synchronisation
- 2009: Tinkerbell – Die Suche nach dem verlorenen Schatz (Synchronsprecher der Brückentrolle)

## Auszeichnungen
- 2000: Echo für „Beste Comedyproduktion“
- 2001: DVD Champion in der Kategorie Special Interest für Nur vom Allerfeinsten
- 2016: Das große Kleinkunstfestival Berlin-Preis